# Samuel Johnson (historien nigérian)
Pour les articles homonymes, voir Samuel Johnson (homonymie) et Johnson.
Samuel Johnson (Freetown, 1846 — Lagos, 1901) est un prêtre anglican, diplomate et historien du peuple yoruba, ainsi que l'arrière-petit-fils d'Alaafin Abiodun (en), un puissant roi yoruba de la nation Oyo.
Il est surtout connu pour son ouvrage de référence The History of the Yorubas, publié à titre posthume en 1921, dans lequel Johnson s'efforce d'enregistrer les traditions orales et l'histoire des Yorubas, dont il craignait qu'elles ne tombent rapidement dans l'oubli. Perdu, réécrit, puis échappant de justesse à la destruction pendant la Première Guerre mondiale, son ouvrage est depuis devenu « le volume le plus fréquemment cité et le plus influent sur le peuple de langue yoruba ».
Outre ses contributions historiques, Johnson a mené une vie active, servant tour à tour comme ministre, enseignant et surintendant d'école à Ibadan, capitale de l'État d'Oyo au Nigéria. Pendant les guerres révolutionnaires yorubas, il était un émissaire impliqué dans les négociations entre les Britanniques, les chefs d'Ibadan et le roi d'Oyo.

## Biographie
Samuel Johnson naît krio réfugié à Freetown, en Sierra Leone, troisième des sept enfants de Henry Erugunjinmi Johnson et Sarah Johnson, le 24 juin 1846. Son père, qui s'est donné le nom yoruba d'Erugunjinmi, est né en 1810 dans la ville d'Oyo-Ile, capitale de l'empire d'Oyo. Henry était un Omoba (prince) du clan Oyo et était un petit-fils de l'alaafin (roi) Abiodun (en) du XVIIIe siècle. Il fut plus tard capturé lors de la traite négrière occidentale, mais fut heureusement redirigé vers la Sierra Leone, comme de nombreux Yorubas, tels que Samuel Ajayi Crowther (son cousin éloigné) et d'autres. Il rencontre plus tard l'écrivain et critique littéraire anglais Samuel Johnson, dont il donne le nom à son fils. Johnson avait deux frères aînés, Henry et Nathaniel, et un frère cadet, Obadiah. Henry et Nathaniel sont tous les deux devenus missionnaires et archidiacres comme Samuel, tandis qu'Obadiah est lui devenu le premier médecin indigène yoruba.
Samuel Johnson termine ses études à l'Institut de formation de la Church Missionary Society (CMS) et devient enseignant et surintendant d'école à Ibadan, capitale de l'État d'Oyo au Nigéria pendant les guerres révolutionnaires yorubas (ou « guerres civiles yorubas »).
Outre ses contributions historiques et éducatives, Johnson sert aussi comme ministre. Pendant les guerres révolutionnaires yorubas, il est un émissaire impliqué dans les négociations entre les Britanniques, les chefs d'Ibadan et le roi d'Oyo. Johnson et Charles Phillips, également du CMS, organisent un cessez-le-feu en 1886, puis un traité qui garantit l'indépendance des villes d'Ekiti. Cependant, les habitants d'Ilorin refusent de cesser les combats et la guerre continue.
En 1880, il devient diacre et en 1888 prêtre. Il est basé à Oyo à partir de 1881 et achève un ouvrage sur l'histoire des Yorubas en 1897. Johnson déclare que son objectif principal en écrivant ces lignes est de sauvegarder les annales de l'histoire yoruba, un héritage qui tombe rapidement dans l'oubli. Ainsi, il écrit :

« Ce qui a conduit à cette production n'est pas un désir ardent de l'auteur de paraître dans une publication - comme tous ceux qui le connaissent bien l'admettront aisément - mais un motif purement patriotique, afin que l'histoire de notre patrie ne se perde pas dans l'oubli, d'autant plus que nos vieux géniteurs s'éteignent rapidement.
Les natifs instruits de Yoruba connaissent bien l'histoire de l'Angleterre, celle de Rome et de la Grèce, mais ils ignorent tout de l'histoire de leur propre pays ! C'est ce reproche que l'auteur s'efforce d'éliminer. »

Samuel Johnson meurt à Lagos le 9 avril 1901.

## The History of the Yorubas

### Devenir du manuscrit et publication
Il confie d'abord son manuscrit à la CMS, qui l'a transmet à d'autres éditeurs — le manuscrit est ensuite « égaré » et perdu pour la postérité,. Johnson ne vivra pas assez longtemps pour voir son travail publié.
Après sa mort, son frère, le docteur Obadiah Johnson (en), a recompilé et réécrit le livre, en utilisant les nombreuses notes du révérend comme guide. Le deuxième manuscrit a également subi de nombreux incidents : tandis qu'il est en route pour l'Angleterre depuis Lagos pendant la Première Guerre mondiale, le navire sur lequel il était transporté, la S. S. Appam, a été capturé par le SMS Möwe allemand et par la suite le manuscrit est arrivé aux États-Unis. Il n'a été découvert et transmis à l'imprimeur que deux ans plus tard, après l'entrée des États-Unis dans la Première Guerre mondiale. Malheureusement, l'impression était impossible à cette époque en raison de pénuries de papier, et le livre fut mis en attente jusqu'à la fin de la guerre.
En 1921, Obadiah réussit finalement à publier le manuscrit, intitulant l'ouvrage The history of the Yorubas: from the earliest times to the beginning of the British Protectorate (L'Histoire des Yorubas depuis les temps les plus reculés jusqu'au début du protectorat britannique). Le livre a depuis été comparé à La Décadence et la Chute de l'Empire romain d'Edward Gibbon.
Il est considéré comme « le volume le plus fréquemment cité et le plus influent sur le peuple de langue yoruba ».

### Éditions
- (en) Samuel Johnson et Obadiah Johnson (dir.), The history of the Yorubas : from the earliest times to the beginning of the British Protectorate, Lagos (Nigeria), C.M.S. Bookshops, 1921 (lire en ligne).
- (en) Samuel Johnson et Obadiah Johnson (dir.), The History of the Yorubas : from the earliest times to the beginning of the British protectorate, Lagos (Nigeria), C.M.S. Bookshops, 1956, 684 p. (BNF 35338329).
- (en) Samuel Johnson et Obadiah Johnson (dir.), The History of the Yorubas : From the Earliest Times to the Beginning of the British Protectorate, Cambridge, Cambridge University Press, 2010 (ISBN 9780511702617, DOI 10.1017/CBO9780511702617.002, lire en ligne).